# Starstylers
Starstylers is een Nederlands project van NLSiO (Niels van de Zande) en de producer Robin Drost. Robin Drost verzorgt de muziek & melodie en NLSiO verzorgt de MC vocalen.
In 2005 scoorden ze met hun eerste single Keep on moving een hit. In dit nummer is een sample verwerkt van Ecuador van het Duitse DJ-trio Sash!. Ecuador was een zomerhit in 1997.
Michelle Lemmens (Michy) is de zangeres op de plaat Keep on moving. Michelle is begin 2006 opgestapt uit het project na onenigheid over de organisatie rondom Starstylers. Omdat op hetzelfde moment de single het goed deed in de Franse hitlijsten, moest er in allerijl een vervangster worden gezocht. Dit is uiteindelijk de zangeres Dorien Driessens geworden, die op de 2e single Higher te horen is.
Starstylers scoren voorjaar 2006 een hit in Frankrijk met het nummer Keep on moving. In de single top 100 kwamen ze binnen op nummer 22 en stegen in de 2e week al naar 14e positie. De plaat werd toen al uitgeroepen tot zomerhit 2006 van Frankrijk! Verder staan Starstylers in de Top 10 in Polen, Cyprus, Turkije en Israël.

## Discografie

### Singles
| Single met eventuele hitnotering(en) in de Nederlandse Top 40 | Datum van verschijnen | Datum van binnenkomst | Hoogste positie | Aantal weken | Opmerkingen                                            |
| ------------------------------------------------------------- | --------------------- | --------------------- | --------------- | ------------ | ------------------------------------------------------ |
| Keep on moving                                                | 5-8-2005              | 27-8-2005             | 23              | 4            | met Michelle Lemmens (Michy) / Dancesmash op Radio 538 |
| Higher                                                        | 31-7-2006             |                       |                 |              |                                                        |